# Cooperativa Integral Catalana
La Cooperativa Integral Catalana (CIC) es una red cooperativista y colectivizadora originaria de Cataluña, que tiene por objeto la transformación social desde abajo, mediante la autogestión, la autoorganización y el trabajo en red. 
La actividad de la CIC se inició en mayo de 2010, a partir de los fondos obtenidos por Enric Duran a través de su "estafa solidaria", préstamos bancarios concedidos por varias entidades, y no devueltos. La CIC se constituyó como «un proyecto de construcción de una alternativa integral al capitalismo», con una estructura legal formada por diversas figuras jurídicas (Cooperativas mixtas, de consumidores y usuarios, de servicios …) que pretenden servir de herramienta a múltiples personas, proyectos y redes en su relación con el Estado, rompiendo con el modelo de «un proyecto, una cooperativa» y cubrir asimismo todas las necesidades de sus socios –alimentación, vivienda, empleo, salud, educación, protección social y transporte– cortando progresivamente los lazos con el capitalismo.

## Historia y antecedentes
La historia de la CIC surge de la herencia y aprendizajes de diversos proyectos como Infoespai, la cooperativa Altercoms, el colectivo Tiempos de revuelta o la Marcha por el Decrecimiento de 2008. A partir de 2008, gracias al trabajo realizado por el colectivo Crisis y otras muchas personas y colectivos de todo el estado Español, se reparten tres publicaciones importantes en la historia de la CIC, estas son Crisis, Podemos y Queremos. En la página 14 de la publicación Podemos (distribuida masivamente el 17 de marzo de 2009), aparece la primera referencia a las cooperativas integrales. Paralelamente, el surgimiento de diferentes ecoredes (ecoxarxes en catalán) —en Tarragona, Montseny y Santa Coloma de Gramenet— da el empuje definitivo a la CIC, contribuyendo a replantear la idea de la cooperativa integral como un proyecto de coordinación de las ecoxarxes, integrando además otras propuestas para salir del capitalismo.
Finalmente, en mayo de 2010, tras cinco meses de reuniones, se constituye la Cooperativa Integral Catalana.

## Objetivos
Los objetivos que la CIC declara son:
- Garantizar que todo el mundo pueda cubrir sus necesidades básicas, cada cual según sus posibilidades.
- Construir desde abajo una sociedad más allá del capitalismo, autogestionando la cobertura de necesidades básicas como la vivienda, el trabajo, la salud o la educación.
- Recuperar lo público como bien común, en manos de las personas, sin intermediarios.

Los principios ideológicos de la Cooperativa Integral Catalana están recogidos en un manifiesto bautizado como "Revolución Integral": una llamada a crear un espacio político internacional ideada por miembros de la CIC. La autoorganización, la acción asamblearia, la desobediencia civil, son aspectos claves en él.

## Proyectos
En 2014, la CIC cuenta con alrededor de 300 proyectos productivos individuales o colectivos, unos 30 núcleos locales, las llamadas ecoxarxes, 15 proyectos de vida comunitaria y cerca de 1.700 socios individuales y colectivos. La propia cooperativa estima que están involucradas de 4.000 a 5.000 personas.
La CIC inspira a otras cooperativas integrales, como por ejemplo la Cooperativa Integral Valenciana A Tornallom, la EcoXarxa Mallorca, la Cooperativa Integral Aragonesa, la Cooperativa Integral Granaína, la Cooperativa Integral Asturiana, la Mancomunidad Integral Galega, la EcoRed Salamanca, la Cooperative Intégrale Toulousaine, la EcoRéseau Pays Nantais, o Herri Kooperatiba en el País Vasco. Estas organizaciones han establecido una red de cooperativas integrales que celebra un encuentro anual desde el año 2012.

### Calafou

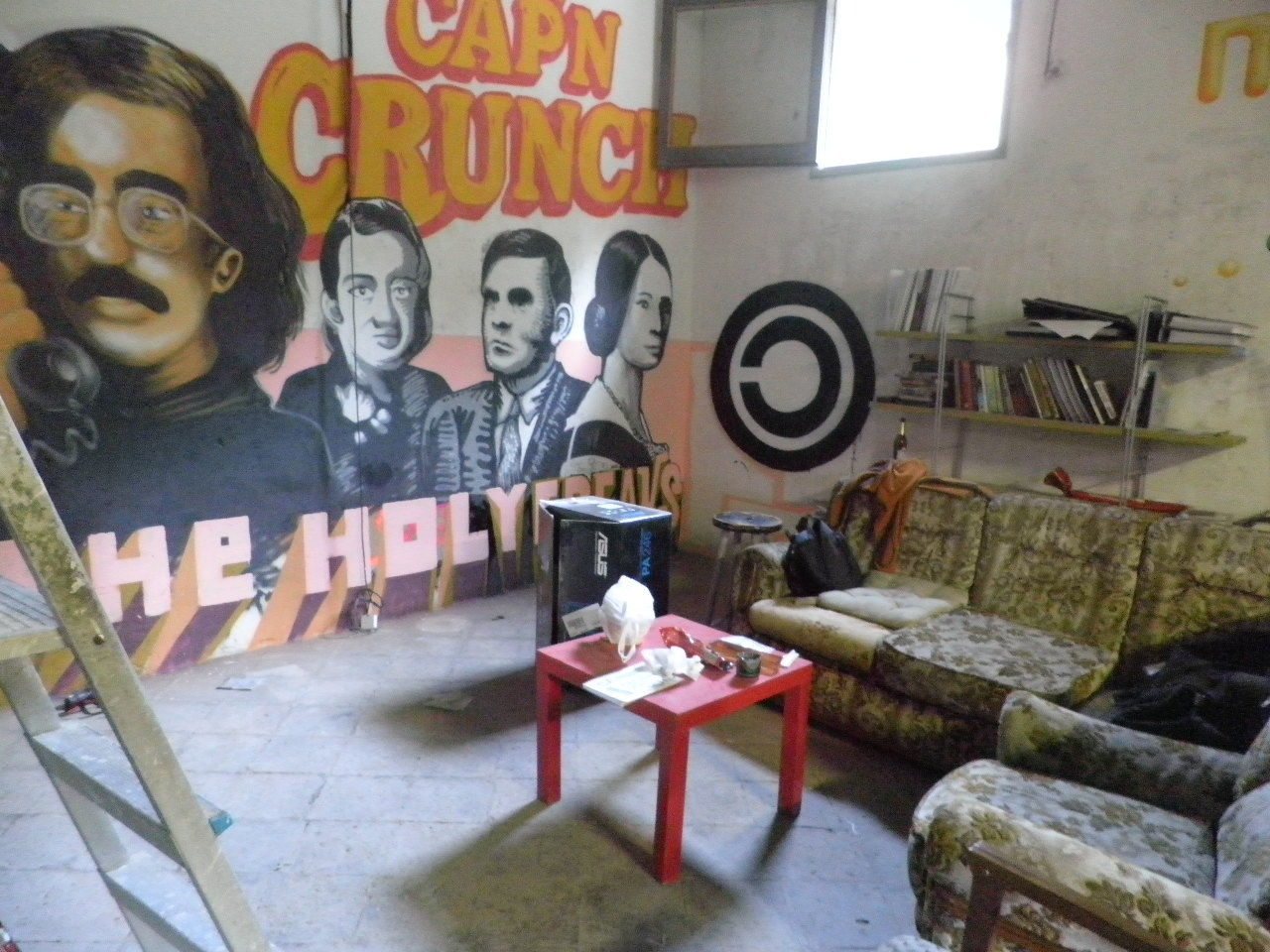
HackLab de Ca la Fou

Autodefinida como Colonia ecoindustrial postcapitalista, Calafou, en Vallbona, es uno de los centros neurálgicos de la CIC. Se trata de la antigua colonia textil Marçal, con una extensión de 28.000m2 de suelo industrial, de los que 8.000 estaban edificados con naves, viviendas y edificios. Alquilada en un primer momento, adquirida colectivamente después, para ser convertida en una colonia con viviendas y naves para industrias ecológicas.
Actualmente participan en ella un entramado de cooperativas en red, viviendas y proyectos individuales que comparten ideas, bienes y recursos aumentando la sinérgia entre ellos.
Su objetivo es ofrecer un espacio para la innovación social, tecnológica y política basada en la autoresponsabilidad y la cooperación, donde las personas se sitúen en el centro y puedan desarrollar sin impedimentos su potencial creativo.
Desde su inicio como «colonia ecoindustrial» se han organizado eventos, talleres y conferencias sobre reciclaje, ecología, energías renovables o informática y se han puesto a disposición de la sociedad 27 viviendas y varios espacios para desarrollar proyectos productivos. El acceso a los espacios se hace a través de un contrato de arrendamiento. El grupo que lo habita trabaja en rehabilitar la zona.

### Áurea Social
Espacio autogestionado destinado a salud y educación situado en el centro de Barcelona. Nació a través de una campaña de micromecenazgo que recopiló 4.900€
Actualmente las terapias promocionadas son las calificadas como alternativas, como la Medicina china tradicional, y también intervenciones pseudocientíficas consideradas sin utilidad terapéutica demostrable, como las constelaciones familiares. 
En el ámbito de la salud mental, se apoya a la antipsiquiatría. 
En el tema de la educación, el enfoque se dirige hacia la llamada pedagogía Waldorf antroposófica.